# Kenneth John Conant
Kenneth John Conant (Neenah, Wisconsin, 1894 - Bedford, Massachusetts, 1984) fue un historiador estadounidense especializado en arquitectura medieval.

## Biografía
Estudió en la Universidad de Harvard, donde ingresó en 1911. Después de su graduación continuó en la Universidad estudiando y practicando la arquitectura. Obtuvo una beca para estudiar en la Escuela del Louvre, en Francia. 
En 1917, y durante la Primera Guerra Mundial, se alistó en la Fuerza Expedicionaria Estadounidense. Fue herido en la segunda batalla del Marne, en 1918. En 1920, ya finalizada la guerra, viajó por Europa donde conoció al medievalista A. Kingsley Porter, quien le transmitió su entusiasmo por la arquitectura medieval. Regresó a Harvard como profesor mientras escribía su tesis doctoral sobre “La Historia de la Arquitectura Temprana de la Catedral de Santiago de Compostela”, que presentó en 1925. 
En 1924, y por sugerencia de Porter, visitó el sitio del gran monasterio de Cluny, en la región francesa de Borgoña. El estudio de la Abadía de Cluny sería la obra de su vida, que comenzó a excavar a partir de 1927 financiado por la primera de sus cinco diferentes becas Guggenheim y por la aportación de fondos de la Academia Medieval de America. Las excavaciones continuaron hasta 1950. 
Su entusiasmo por la arquitectura medieval formaba parte de una creencia de los primeros años del siglo XX en el sentido que la Edad Media contenía una clave para la vida contemporánea. Conant estaba convencido de que Cluny era la cumbre de la renovación artística de los siglos XI y XII. 
Fue nombrado Oficial de la Legión de Honor y recibió la medalla de Arqueología de la Academia de Arquitectura de París. En 1959 los ciudadanos de Cluny dieron su nombre a la calle situada frente a la iglesia abacial.
También trabajó en la historia de la abadía de Montecasino, sobre algunos aspectos de la arqueología americana y sobre la Iglesia paleocristiana. 
Se retiró de Harvard en 1955, pero continuó publicando. Su obra más importante es "Arquitectura Carolingia y Románica 800-1200" (1959), que recibió el Premio Hitchcock de la Society of Architectural Historians of America.
Murió de cáncer y está enterrado en el cementerio Mount Auburn, en Cambridge (Massachusetts).